# Hundeberg
Der Hundeberg ist ein 375,6 m hoher Berg im Landkreis Göttingen in Südniedersachsen im unmittelbaren Grenzbereich  zu thüringischen Landkreis Eichsfeld im Südharzgebiet.

## Geographische Lage
Der Hundeberg liegt zwischen den Orten Bartolfelde im Norden, Osterhagen im Nordosten, Weilrode im Süden und Bockelnhagen im Südwesten. Die nächstgelegene Stadt Bad Lauterberg liegt vier Kilometer in nördlicher Richtung und Osterode ungefähr 20 Kilometer in nordwestlicher Richtung. Unmittelbar südlich des Berges verlief die ehemalige Innerdeutsche Grenze. Sie ist heute Teil des Grünen Bandes Deutschland.
Naturräumlich gehört der Hundeberg zum Silkeroder Hügelland als südöstliche Verlängerung des Rotenberges innerhalb des Eichsfelder Beckens, im südöstlichsten Teil des Weser-Leine-Berglandes. Nördlich des Berges beginnt bereits das Zechsteingebiet des Südwestliches Harzvorlandes und weiter östlich der Südharzer Zechsteingürtel.

## Natur

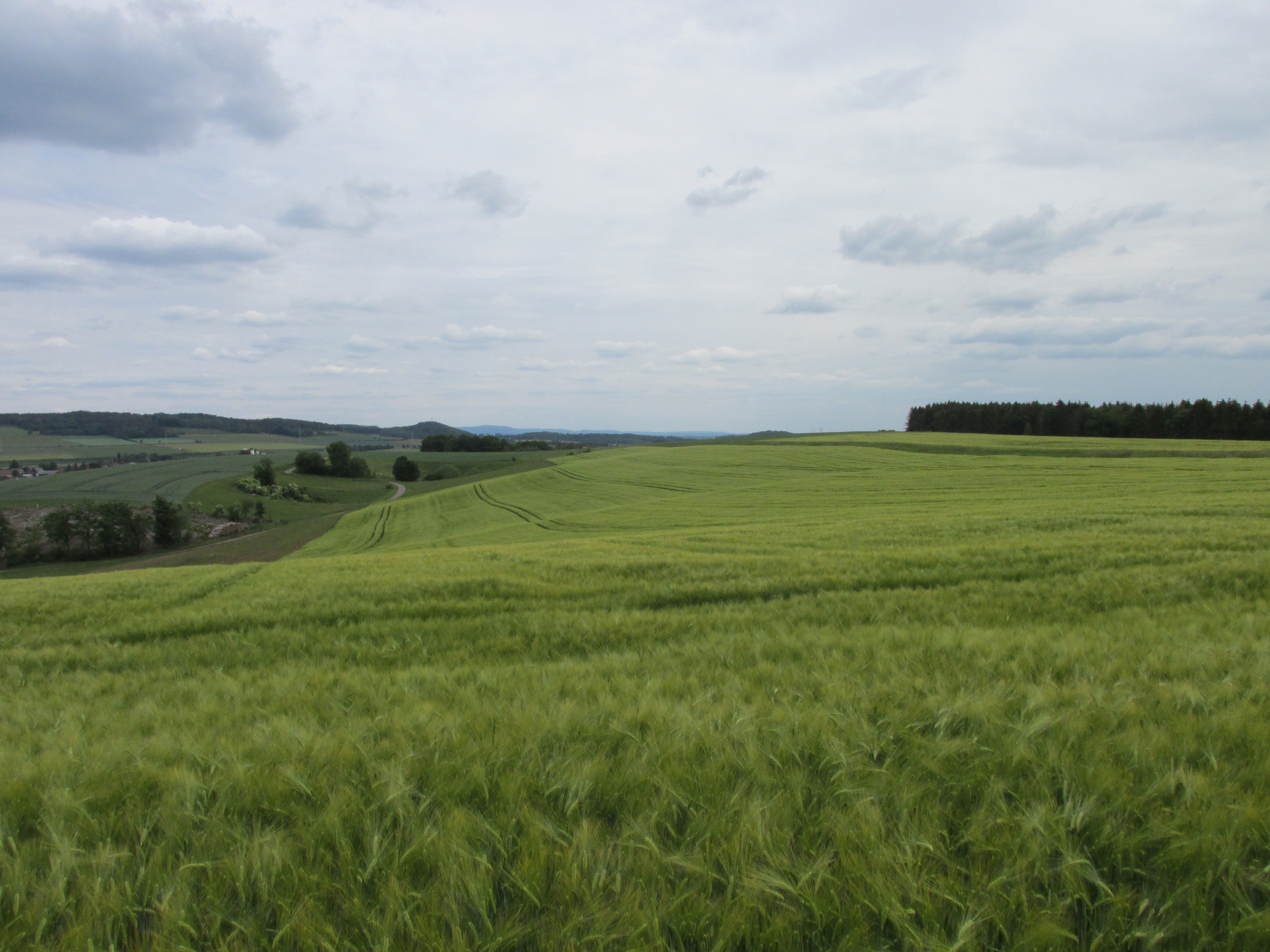
Blick vom Hundeberg zum Jakobsberg südlich von Osterhagen im südlichen Harzvorland

Der Hundeberg ist der höchste Berg des Silkeroder Hügellandes und Teil der Elbe-Weser-Wasserscheide (der geologischen Formation der Eichsfeld-Schwelle). Ausläufer des Berges sind im Osten der Jakobsberg (363,9 m), im Südosten die Tettenborner Köpfe (bis 340 m) und im Südwesten der Brandkopf (ca. 335 m).  Der Berg wird überwiegend landwirtschaftlich genutzt, nur unmittelbar südlich im Grenzbereich nach Thüringen beginnen größere Waldgebiete, auf Bartolfelder Gemarkung die Gemeindehecke. Der gesamte Höhenrücken ist verkehrsmäßig schlecht erschlossen ist, lediglich westlich der Bergkuppe verbindet eine Landesstraße Bartolfelde mit Bockelnhagen. Nördlich des Berges am sogenannten Unteren Hundeberg gibt es einen Erdfall. 
Hydrographisch zählt der Berg trotz relativ geringer Höhenlage schon zum Einflussbereich im Südweststau des Harzes mit bis 1000 mm Jahresniederschlag. Der Nordhang liegt im Einzugsbereich des Barbiser Baches (zur Oder) und dem Hellegrundbach (zur Ichte), der Südhang im Einzugsbereich der Weilroder Eller (mit Bartolfelder Eller, Tettenborner Bach).

## Geschichtliches
Der Hundeberg als Teil eines in Ost-West-Richtung verlaufenden Höhenrückens war bereits im Mittelalter Grenzbereich verschiedener Herrschaftsgebiete. Hier verlief die Südgrenze der Grafschaft Scharzfeld, das später zum Herzogtum Grubenhagen gehörte, südlich befand sich der Burgbezirk der Allerburg. Noch heute findet man hier Reste einer alten Landwehr, wann und von wem sie errichtet wurde, ist nicht bekannt. Weiterhin verlief über diesen Bergkamm eine historische Straße, die Hohe Straße. Diese verband das südwestliche Harzvorland mit dem Raum Nordhausen. 
Nach 1945 verlief hier die Grenze zwischen sowjetischer und britischer Besatzungszone, ab 1952 wurde schrittweise das Grenzregime an der Innerdeutschen Grenze eingeführt und die Grenzsicherungsanlagen errichtet. Noch heute ist der Verlauf im Gelände erkennbar, Teile des Kolonnenweges sind noch vorhanden. Etwas westlich des Berges an der Straße Bockelnhagen-Bartolfelde steht noch ein ehemaliger Führungsturm der Grenztruppen der DDR.